# Capitalismo e libertà
Capitalismo e libertà (in originale Capitalism and Freedom) è un libro di Milton Friedman, pubblicato originariamente nel 1962 dall'University of Chicago Press, il quale tratta del ruolo del capitalismo economico in una società liberale. Ha venduto oltre 400 000 copie nei primi 18 anni e più di mezzo milione dall'anno di pubblicazione. È stato tradotto in 18 lingue.
In questo libro Friedman presenta la libertà economica come prerequisito per la libertà politica. Definisce il liberalismo classico nell'accezione dell'illuminismo europeo in contrasto con il liberalismo statunitense, presentato come alterato nel suo significato originale sin dai tempi della grande depressione. Molti nordamericani tradizionalmente identificati come conservatori o liberisti hanno adottato parte di questa sua visione. Il libro individua diversi possibili luoghi realistici nei quali il libero mercato può essere promosso sia per ragioni filosofiche che pratiche, giungendo a diverse sorprendenti conclusioni. Tra i vari concetti, Friedman si schiera per l'abrogazione della licenza medica obbligatoria e per il sistema scolastico degli education voucher.

## Contesto
Capitalismo e libertà fu pubblicato pressappoco due decenni dopo la seconda guerra mondiale, periodo nel quale il ricordo della Grande Depressione era ancora vivido tra i cittadini d'America. Sotto le amministrazioni di Kennedy e Eisenhower, la spesa pubblica verso edilizia, difesa e previdenza sociale stava aumentando a ritmo sostenuto. Entrambi i partiti politici, Repubblicani e Democratici, approvarono, seppur in modi differenti, un sempre maggiore aumento della spesa pubblica. Il che, come anche il New Deal, fu appoggiato dalla maggior parte degli intellettuali di allora, con come giustificazione la messa in pratica dell'economia keynesiana.